# Église Notre-Dame-des-Douleurs de Flensbourg
Pour les articles homonymes, voir Église Notre-Dame-des-Douleurs.
L’église Notre-Dame-des-Douleurs est une église catholique de Flensbourg, en Allemagne.

## Histoire
Flensbourg devient protestant au moment de la Réforme. Pendant la guerre des Duchés en 1864, l'ordre de Malte est présente dans la ville. Après la guerre, une communauté catholique est fondée à Flensbourg grâce à l'institution de la liberté religieuse en Allemagne. L'évêque d'Osnabrück Paul Melchers nomme l'ancien aumônier militaire Rudolf Rave comme premier prêtre de la nouvelle communauté. Peu de temps après, l'évêque accorde à la petite communauté des fonds pour acheter plusieurs petites maisons au coin de Heiligengeistgang et Nordergraben. L'une de ces maisons sert de presbytère. En 1866, l'une des maisons acquises, où se trouve aujourd'hui l'église, est convertie en chapelle catholique et inaugurée le 29 mars de cette année. Le développement économique de Flensburg amène à la croissance de la communauté à 2 000 membres, de sorte que la chapelle est trop petite pour la communauté. À Noël 1897, un grand nombre de paroissiens est contraint d'assister au service dans le froid devant la porte. Pour cette raison, une nouvelle église doit être construite, un financement a lieu avec des milliers de lettres de demande de soutien.
En 1898, selon les plans de Heinrich Flügel, sous la direction de l'architecte hambourgeois E. Breitschneider, les nouveaux travaux de construction de la nouvelle église commencent. Au début des fondations, les ouvriers tombent sur les douves de la ville, constituées de boue et de terre marécageuse. La première pierre est posée le 19 mars 1899. L'église est inaugurée le 18 janvier 1900. Au moment de l'inauguration, l'église n'a pas encore de flèche, seul un simple toit plat est installé sur le clocher. La courbure à l'intérieur et la flèche du clocher ne sont achevées qu'en 1909. En 1922, la communauté établit un nouveau presbytère. Pendant la Seconde Guerre mondiale, l'école catholique, située juste au sud de l'église, sert d'abri anti-aérien. Le bâtiment, qui recouvrait visuellement le portail principal, est démoli après la guerre ; il existe maintenant un parking.
En 1980, un centre communautaire est construit du côté nord de l'église. Dans le même temps, l'abside de l'église, construite sur de la tourbe molle et du sable, est stabilisée au moyen d'une nouvelle fondation. Les dommages de la voûte sont ensuite réparés. En 2014, l'église a un nouveau toit à l'occasion du 150e anniversaire de l'implantation de la communauté.
L'église est l'église paroissiale d'une grande paroisse comptant environ 12 000 membres, qui s'étend jusqu'à Kappeln. La paroisse de Flensbourg compte 9 000 membres. L'église Saint-Anschaire de Mürwik, construite en 1957, est la deuxième église catholique de la ville. L'église Saint-Michel de Weiche, construite en 1962, est fermée en 2005 après le départ de la Bundeswehr en 1997. Dans les communes en banlieue de Harrislee et de Glücksburg, il y a deux autres églises catholiques (Saint-Laurent de Glücksburg et Sainte-Anne de Harrislee).
L'orgue est construit en 2001 par l'atelier Michael Becker Orgelbau.

## Source, notes et références
- (de) Cet article est partiellement ou en totalité issu de l’article de Wikipédia en allemand intitulé « St. Marien Schmerzhafte Mutter » (voir la liste des auteurs).

1. 1 2 3 4  (de) « Kath. Kirche Stella Maris », sur Flensburg Mobil (consulté le 5 août 2020)
2. 1 2 3 4  (de) Flensburger Tageblatt, 150 Jahre Stadtgeschichte aus Zeitungsperspektive, 2016, p.54
3. ↑  (de) Carlo Jolly, « Frischer Wind in der katholischen Kirche », Schleswig-Holsteinischer Zeitungsverlag,‎ 15 décembre 2016 (lire en ligne)